# Aeroporto Jorge Enrique González Torres
L'aeroporto Jorge Enrique González Torres (in spagnolo: Aeropuerto Jorge Enrique González Torres) (IATA: SJE, ICAO: SKSJ) è un aeroporto che serve San José del Guaviare, capoluogo del Dipartimento di Guaviare in Colombia. La pista si trova a nord della città ed è parallela al fiume Guaviare.
La pista 01 è dotata di un'ulteriore area di 450 metri (1 480 ft) in erba all'estremità nord. Il VOR-DME di San Jose Del Guaviare (SJE) si trova a 2,9 miglia nautiche (5,4 km) a sud dell'aeroporto. Il radiofaro non direzionale si trova sul campo.
Il terreno intorno all'aeroporto è pianeggiante. Il punto più alto nelle vicinanze è a 437 metri sul livello del mare, 15,0 km a sud del campo. Intorno a Jorge Gonzáles Torres, è molto scarsamente popolato, con 2 abitanti per chilometro quadrato. La comunità principale più vicina è San José del Guaviare , 1,7 km a sud-ovest. Nei dintorni di Jorge Gonzáles Torres cresce principalmente una foresta decidua sempreverde.

## Statistiche
Questo grafico non è disponibile a causa di un problema tecnico.
Si prega di non rimuoverlo.
Vedi la query Wikidata di origine.